# Grzegorz Pac
Grzegorz Pac (ur. 1982) – polski historyk mediewista, doktor habilitowany nauk humanistycznych, pracownik Uniwersytetu Warszawskiego.

## Życiorys
Absolwent II Liceum Ogólnokształcącego im. Stefana Batorego w Warszawie (matura 2001). Studiował w Instytucie Historycznym UW i na Queen’s University w Belfaście do 2006 roku, w 2011 roku obronił doktorat (Rola społeczna żon i córek w dynastii Piastowskiej do połowy XII wieku, wydany w 2013 roku jako Kobiety w dynastii Piastów. Rola społeczna piastowskich żon i córek do połowy XII wieku – studium porównawcze przez Wydawnictwo Naukowe Uniwersytetu Mikołaja Kopernika). Habilitował się w roku 2020.
Od września 2006 r. członek redakcji „Więzi”, w latach 2007-2008 sekretarz redakcji, w latach 2013-2023 zastępca redaktora naczelnego. Od 2013 roku jest również pracownikiem Instytutu Historycznego UW (Wydziału Historii UW). Wcześniej przebywał także na Uniwersytet Chrystiana Albrechta w Kilonii, Uniwersytecie Notre Dame czy w Instytucie Historii UAM. Obszar zainteresowań badawczych to wcześniejsze średniowiecze polskie i powszechne, kult świętych i Marii Panny, hagiografia, rola społeczna kobiet, queenship, ideologia władzy oraz monastycyzm. 

## Wybrane publikacje
Monografie i artykuły:
- Kobiety w dynastii Piastów. Rola społeczna Piastowskich żon i córek do połowy XII wieku – studium porównawcze, Toruń: Wydawnictwo Naukowe Uniwersytetu Mikołaja Kopernika, 2013.
- Obraz małżeństwa w wybranych niemieckich źródłach hagiograficznych X i XI wieku, [w:] Kult świętych i ideał świętości w średniowieczu, ed. Roman Michałowski, (Fasciculi Historici Novi, vol. 11), Warszawa 2011, s. 7-148.
- Oryginalność czy wtórność? Studia poświęcone polskiej kulturze politycznej i religijnej (X-XIII wiek), red. Roman Michałowski, Grzegorz Pac, Warszawa: Wydawnictwa Uniwersytetu Warszawskiego, 2020.
- Liber Romani. Studia ofiarowane Romanowi Michałowskiemu w siedemdziesiątą rocznicę urodzin, red. Grzegorz Pac, Krzysztof Skwierczyński, Warszawa: Wydawnictwa Uniwersytetu Warszawskiego, 2020.
- Communities of Devotion across the Boundaries. Women and Religious Bonds on the Baltic Rim and in Central Europe, Eleventh – Twelfth Centuries, w: Imagined Communities on the Baltic Rim, from the Eleventh to Fifteenth Centuries, red. W. Jezierski, L. Hermanson, Amsterdam 2016, s. 123-154.
- Richeza, Queen of Poland: Profiting from Ottonian Descent and Royal Status, w: Das Sakamentar aus Tyniec. Eine Prachthandschrift des 11. Jahrhunderts und die Beziehung zwischen Köln und Polen in der Zeit Kasimirs des Erneuerers, red. K.G. Beuckers, A. Bither (Forschungen zu Kunst, Geschichte und Literatur des Mittelalters, 3), Wien – Köln – Weimar 2018, s. 228-242.
- Die Anfänge der Frauenklöster in Polen und Böhmen. Übernahme oder Nachahmung sächsisch-bayrischer Vorbilder?, [w:] Monarchische und adlige Stiftungen im mittelalterlichen Polen, ed. Eduard Mühle, (Stiftungsgeschichten, Bd. 9), Akademie-Verlag, Berlin 2013, s. 109-130.
- Frauen und Memoria in der Dynastie der Piasten im 11. und 12. Jahrhundert. Drei Beispiele, Zeitschrift für Ostmitteleuropa-Forschung, 60 (2011), no. 2, s. 163-185.
- Koronacje władczyń we wcześniejszym średniowieczu – zarys problematyki, [w:] Gnieźnieńskie koronacje królewskie i ich środkowoeuropejskie konteksty, ed. Józef Dobosz, Marzena Matla, Leszek Wetesko, Gniezno 2011, s. 43-57.
- Kobiety, asceza i władza nad ciałem w późniejszym średniowieczu, Przegląd Historyczny, 100 (2009), no. 3, s. 95-114.
- Genetrix Iudith nomine. Judyta Czeska i jej miejsce w Kronice Galla Anonima na tle porównawczym, [w:] Christianitas Romana. Studia ofiarowane Romanowi Michałowskiemu, ed. Krzysztof Skwierczyński, Warszawa 2009, s. 129-157.
- Biblical Judith in the ideology of queenship of the Early Middle Ages, [w:] Et credidit populus. The role and function of beliefs in early societies. ed. J. Szacillo, J. Eaton, S. McDaid „Quest”, 8 (2009), s. 75-89.
- Problem małżeństwa w Żywocie świętej Radegundy i Żywotach świętej Matyldy, w: Drugie polsko-czeskie forum młodych mediewistów. Mediewista wobec źródła – teoria i praktyka. Materiały z konferencji naukowej Gniezno 25-28 września 2007 roku, ed. Józef Dobosz, Jakub Kujawiński, Marzena Matla-Kozłowska, Poznań 2009, s. 23-31.